# La Maxe
La Maxe (Duits: Masch in Lothringen) is een gemeente in het Franse departement Moselle (regio Grand Est). La Maxe telde op 1 januari 2022 1.058 inwoners.

## Geschiedenis
De gemeente maakt deel uit van het kanton Woippy in het arrondissement Metz-Campagne tot beide op 22 maart 2015 werden opgeheven. La Maxe werd opgenomen in het nieuwgevormde kanton Sillon mosellan, dat onderdeel werd van het eveneens nieuwe arrondissement Metz. Het dorp was bezit van de Abbaye Saint-Vincent de Metz in de gelijknamige Vrije rijksstad.

## Geografie
De oppervlakte van La Maxe bedroeg op 1 januari 2022 7,55 vierkante kilometer; de bevolkingsdichtheid was toen 140,1 inwoners per km².

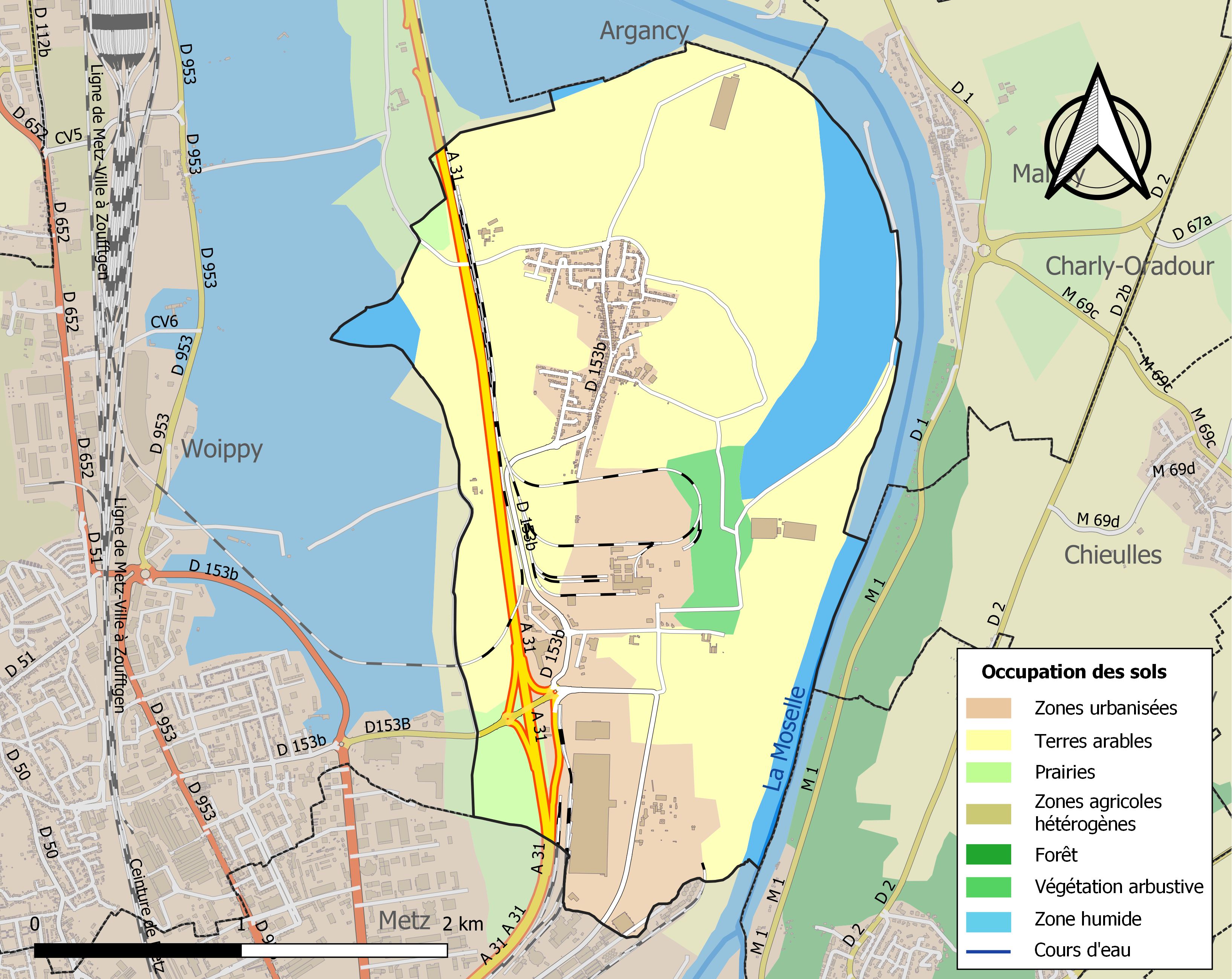
Kaart van de gemeente met de belangrijkste infrastructuur, bodemgebruik en omliggende gemeenten

## Demografie
Onderstaande figuur toont het verloop van het inwonertal (bron: INSEE-tellingen).